# کریس واید
کریس واید (انگلیسی: Chris Whyte؛ زادهٔ ۲ سپتامبر ۱۹۶۱) بازیکن فوتبال اهل بریتانیا است.
از باشگاه‌هایی که در آن بازی کرده‌است می‌توان به باشگاه فوتبال بیرمنگام سیتی، باشگاه فوتبال لیدز یونایتد، باشگاه فوتبال لیتون اورینت، باشگاه فوتبال آکسفورد یونایتد، باشگاه فوتبال هارلو تاون، باشگاه فوتبال چارلتون اتلتیک، باشگاه فوتبال کاونتری سیتی، باشگاه فوتبال وست برومویچ آلبیون، باشگاه فوتبال کریستال پالاس، باشگاه فوتبال آرسنال، باشگاه فوتبال وستهام یونایتد، و تیم ملی فوتبال زیر ۲۱ سال انگلستان اشاره کرد.